# Leander Kills
A Leander Kills egy magyar metálegyüttes, amely Köteles Leander szólóprojektjeként indult 2015-ben, a Leander Rising feloszlása után. A jelenlegi felállásban Köteles Leander, Jankai Valentin, Barkóczi Bence és Nyerják Gábor szerepelnek.

## Történet
2015. november 2-án elsőként a Szerelmetlen dal-t publikálta, Czifra Miklós (gitár) és Hámori Dávid (dobok) közreműködésével. A dal a rajongók körében hatalmas sikert aratott. Nem sokkal később követte a Te leszel a párom, majd a Valami folyjon, ahol már a teljes zenekar is feltűnt. Első felállás: Köteles Leander – ének, basszusgitár, zongora, Czifra Miklós (Balkan Fanatik) – gitár, Bodor Máté (Alestorm) – gitár. A dobos posztra esélyes volt Hámori Dávid is (Fish!), de végül Jankai Valentinre (Blind Myself) esett a választás. 2016. március 18-án megjelent a Túlélő című albumuk.
2017 elején világossá vált, hogy Bodor Máté az Alestormban vállalt kötelezettségei miatt nem tud együtt turnézni a Leander Kills-szel. Helyére Vermes András (Marge) érkezett. A zenekar frontembere úgy nyilatkozott, hogy a zenekar a továbbiakban tiszteletbeli tagként tekint Bodor Mátéra, számítanak rá a jövőben készülő lemezeken, továbbá amennyiben ideje engedi, a koncertek során is. Szeptemberben megjelent a Leander Kills második albuma Élet a halál előtt címmel. Megjelenésekor vezette a Mahasz Top 40 lemezeladási listát. A nagylemez azóta több, mint 4000 példányban kelt el, 2018-ban megszerezte a platina minősítést.
A harmadik Leander Kills album 2019. február 28-án jelent meg Luxusnyomor címmel, és rögtön az 1. helyre került a Mahasz lemezeladási listáján.
A Leander Kills többször is szerepelt az Eurovíziós Dalfesztivál magyar résztvevőjét kiválasztó A Dal című tévéműsorban, de nyerniük egyszer sem sikerült. 2017-ben az Élet, 2018-ban a Nem szól harang, 2019-ben a Hazavágyom című dalukkal versenyeztek.
2020. október 30-án jelent meg a Leander Kills IV stúdióalbuma CD és három különböző színű (piros, fekete, ezüst) LP formátumban. Az album egy hét alatt elérte az aranylemez státuszt, 2021 május elején pedig a platinalemez szintet.
A Vérkeringő a Leander Kills ötödik stúdióalbuma. A lemez készítése a pandémia alatt kezdődött. A rendkívüli helyzet, a bezártság, a kilátástalanság szülte a Magamnak hiányzom című dalt, melyet Leander kényszerűségből egyedül készített el. 2021 novemberében aztán már ismét zenekari felállásban készült el a Manipulátor, majd az újabb lezárások szülték a Dal a szorongáshoz című rövid – alig 54 másodperces – szerzeményt. A Csináljuk a fesztivált 2022-es évadában Leander a döntőig menetelt az István, a király ikonikus betétdalával, a Szállj fel, szabad madár-ral, melyből zenekari változat is született. 
Ezt követően egymás után készültek az új dalok, melynek eredményeképpen ősz végén befejeződtek a lemez munkálatai és december 9-én meg jelent az album, melynek végén még a Homokóra feldolgozása is helyet kapott.
2023. február 16-án , a zenekar a hivatalos közösségi oldalán bejelentette Vermes András és Czifra Miklós gitárosok kilépését a zenekarból. Utolsó közös koncertjükre a budapesti Barba Negra színpadon, 2023. március 10-én került sor.
Köteles Leander (ének, billentyű, basszusgitár) és Jankai Valentin (dob) továbbra is a zenekar tagjai maradnak és a formáció új gitárosokkal fog kiegészülni a fővárosi koncert követően.
2023. március 11-én megérkezett a hivatalos bejelentés az új gitárosokról: Czifra Miklós helyét Barkóczi Bence veszi át, míg Vermes András pozíciójára ideiglenesen Bodor Máté tér vissza, a tavaszi turné erejéig.

## Tagok
Jelenlegi tagok
- Köteles Leander – basszusgitár, billentyű, ének (2015 – jelenleg)
- Barkóczi Bence – gitár (2023 – jelenleg)
- Jankai Valentin – dobok (2015 – jelenleg), ének (2019 – jelenleg)
- Nyerják Gábor – gitár (2023 – jelenleg)

Korábbi tagok
- Czifra Miklós – gitár (2015 – 2023)
- Vermes András – gitár (2017 – 2023)
- Bodor Máté – gitár (2015-2017, 2023)

## Diszkográfia
Stúdióalbumok
- Túlélő (2016)
- Élet a halál előtt (2017)
- Luxusnyomor (2019)
- IV (2020)
- Vérkeringő (2022)
- Ébredés (2024)

Egyéb kiadványok
- Live at Barba Negra Track (koncertalbum, 2016)
- Stabbing Westward (EP, 2017)
- Leander 10 (koncertalbum, 2021)